# Georg Niedermeier
Georg Niedermeier (n. 26 februarie 1986, München, RFG) este un fotbalist german.